# Гуаратингета (футбольный клуб)
«Гуаратинге́та» (порт. Guaratinguetá Futebol Ltda.) — бразильский футбольный клуб из города Гуаратингета, штат Сан-Паулу.
Участник Серии B чемпионата Бразилии с сезона 2010 и Серии A1 Лиги Паулисты — с 2007 года.
В 2010—2011 годах представляла город Американа и носила название «Американа» («Americana Futebol Ltda»).

## История

Эмблема «Американы» (2010—2011)

Клуб под названием «Guaratinguetá Esporte Clube» (Спортивный клуб Гуаратингета) клуб был основан 1 октября 1998 года. 26 ноября 1999 года «Гуаратингета» подала заявку в Федерацию Футбола штата Сан-Паулу на выступление в Серии B2 Лиги Паулисты на следующий сезон.
В 2005 году команде дали название «Guaratinguetá Futebol Ltda». С 2007 года «Гуаратингета» выступала в высшей Лиге чемпионата штата Сан-Паулу. В 2008 году команда закрепилась в Серии C чемпионата Бразилии, дойдя до 3-й стадии турнира. После реформирования структуры чемпионата страны, а именно сокращения Серии C с 64 до 20 клубов и организации Серии D, «Гуаратингета» сохранила право выступать в третьем эшелоне бразильского футбола.
По итогам 2009 года «Гуаратингета» сумела занять 4-е место в Серии C, что позволило ей пробиться в Серию B на следующий сезон. В 2010 году команда заняла 15-е место в Серии B и сохранила себе место в этом дивизионе.
15 октября 2010 года было объявлено о переезде команды в город Американа. Официально переезд состоялся в январе 2011 года. Название команды изменилось на «Americana Futebol Ltda». 28 ноября, по окончании сезона Серии B чемпионата Бразилии, в которой «Американа» заняла весьма высокое 8-е место, клуб вернулся в Гуаратингету и вновь стал называться «Guaratinguetá Futebol Ltda».
В 2017 году клуб снялся со всех соревнований из-за финансовых затруднений.

## Достижения
- Вице-чемпионы Лиги Паулисты в Серии A2: 2002
- Высшее место в чемпионатах Бразилии — 8-е в Серии B 2011